# América Futebol Clube (Santa Catarina)
América Futebol Clube é um clube de futebol da cidade de Joinville em Santa Catarina, Brasil. Fundado em 14 de julho de 1914. É o sexto maior vencedor do estadual. No ano de 1976 o clube fundiu-se com o Caxias e dessa união surgiu o Joinville Esporte Clube, atualmente é clube amador.
O principal rival do clube é o Caxias.

## Fundação
O América Futebol Clube foi fundado no dia 14 de julho de 1914, por um grupo de jovens entusiastas do futebol, modalidade de esporte já conhecida e praticada em outras cidades do Brasil. A fundação ocorreu na sala de espera do então Cinema Floresta, localizado na principal artéria de Joinville, a histórica Rua do Príncipe, em frente à lateral da Catedral Diocesana e ao lado da conhecida Farmácia Vieira. A história do clube oficializa como fundadores quatorze cidadãos, a saber: Pedro Firmino de Menezes, Lázaro Bastos, José Bonifácio da Silva, Jorge Mayerle, Domingos Grassani, Otto Stein, Manoel Miranda, Manoel Soares, Casimiro Silveira, Aristides Bechara, Willy Schaever, Frederico Corrêa Lenz, Rodolfo Zimmer, Bernado Wolff. A primeira Diretoria oficialmente eleita era formada por cinco dos quatorze fundadores e mais dois novos sócios do clube, a saber: Pedro Firmino de Menezes, Presidente; Lázaro Bastos, Vice-Presidente; José Bonifácio da Silva, 1º Secretário; Gerson de Menezes, 2º Secretário; Jorge Mayerle, 1º Tesoureiro; Casimiro Silveira, 2º Tesoureiro; Edgard Schnaider, Capitão Geral. As reuniões da Diretoria eram realizadas na sala de espera do Cinema Floresta, de propriedade de Austergílio de Menezes, irmão de Pedro Firmino de Menezes, o primeiro Presidente do clube curiosamente, dois pernambucanos da cidade de Floresta, que chegaram a Joinville atraídos pelo progresso industrial e crescimento do então jovem município, de apenas 63 anos, que fora fundado no dia 9 de março de 1851.

## História
Uma bem conservada "Acta da Assembléia Geral, realizada aos 21 dias do mês de março de 1915", contém, dentre outras, estas preciosidades: "Ficou assentado dar-se estatutos à sociedade (America Foot-Ball Club), ficando incumbido de organisa-los o membro de directoria Dr. Lazaro Bastos, que para esse fim se ha de entender com o sócio Carlos Gomes ( de Oliveira) o qual, por sua vez, procurará conseguir de outras sociedades de Foot Ball os respectivos estatutos para servirem de normas aos nossos. O Campo destinado ao Ground passará por alguns melhoramentos procurando-se recortar-lhe de alguns valos para canalisar e dar evasão as águas que costumam sobrar pela chuva; e, como para esses melhoramentos são necessárias algumas despesas, está aberta entre os sócios uma subscripção para esse fim. Se essa subscripção aberta não for suficiente para atender a esse dispendeo mais uma se há de abrir, para a qual pedimos a bôa vontade dos mesmos sócios. Como é necessário, fica aberto um credito para ocorrer as despesas com a compra de uma bola. Os socios do America Foot-Ball Club, quando tiverem de apresentar-se em campo disputando match com outros, usarão o seguinte uniforme: calção branco, camisa vermelha e bonnet branco. (Assinaram a ata os quatorze fundadores e Aristóbulo Dela Peña Mitre). Eis outra "acta" curiosa: "Aos 25 dias do mez de Fevereiro de 1917 presentes socios em número maior de 20 para esta Assembleia convocada pelo Presidente do America Foot-Ball Club cidadão Pedro Firmino de Menezes, por este foi aberto a secção expoz os motivos que o levaram a convocar a presente secção ou reunião extraordinaria de conformidade com a letra A do artigo 22 dos Estatutos da sociedade, esplicando que o desenvolvimento da sociedade continuava tolhido a vista do Ground achar-se completamente estragado por nelle haver Francisco Nicodemus ter praticado escavações, retirando terra e areia do terreno situado à rua do Mercado (hoje Avenida Coronel Procópio Gomes de Oliveira, complexo educacional do Senai) aonde funciona". Assinam a ata os membros da primeira diretoria e mais os sócios Horácio Oliveira, Alfredo Schwarz, Rodolpho Magdalena, Manoel de Miranda, Eugenio de Barros, João Alves Machado, Júlio Machado, José Rocha Coutinho, José Alves Machado, Carlos Schwartz, Erich Redlich, Pedro Americo Farias, Carlos Lopes Pereira, Hercilio Gomes Corrêa, Eugenio Pereira de Macedo, J. Ribeiro, José Herminio Corrêa, João (ilegível), Osvaldo José Gonçalves).

## Galeria
A sede social do América Futebol Clube desde julho/1997 é enriquecida com um Memorial, patrimônio cultural cujo acervo ostenta 150 troféus, taças, objetos, historiados, identificados, acessados a sistema de dados por computador, além de outras 40 peças, representativas de fatos, sem a devida identidade histórica. O referido Memorial apresenta uma rica Galeria de Presidentes do América Futebol Clube, do primeiro, Pedro Firmino de Menezes, período de 1914 a 1917, ao atual, João Barbosa, em 2006. Das 39 dedicadas pessoas que exerceram o cargo de Presidente do América Futebol Clube, de 1914 a 1997, ao longo de 83 anos de existência, 35 figuram na Galeria de Presidentes, faltando quatro que a atual Administração procura resgatar. Completa o Memorial América Futebol Clube uma notável coleção de fotografias identificando fatos históricos, jogos, títulos, acontecimentos, promoções, em molduras padronizadas, brancas, fundo vermelho, mostrando a história do clube desde 1915. A coleção de fotos reúne 120 quadros, identificados, memorizados em computador, com fotografias em preto-e-branco e coloridas, tendo em disponibilidade outras 40 nas mesmas condições de identificação, ainda não catalogadas em razão do dimensionamento do Memorial, às quais se juntam outras 30 não historiadas.

## Antiguidades
O leque de antiguidades do Memorial América Futebol Clube é encabeçado pela "Tassa Luiz Collaço, 18/julho/1926, offerecida pela Directoria do América ao vencedor do jogo América x Hercílio Luz" relíquia que ostenta o nº 001 da coleção que compõe o acervo do patrimônio cultural do clube. A taça nº 002 registra "Ao América Futebol Clube, Guarany Ponta Grossa/PR, 14/julho/1928". Seguem-se taças de 1929, 1933, 1935, 1937 até o ano de 1997, dos mais diversificados modelos e materiais, estilos, faixas, camisas, que se constituem em parte viva da história do América Futebol Clube. O rol de peças de antiguidades inclui uma fotografia original do primeiro time formado pelo América, 1914/1915, para jogo com o extinto Teutônia, camisa vermelha, gravata branca, bermudão branco, meia vermelha, bonés listrados de vermelho e branco, foto não colorida. A formação do time é esta: Frederico Corrêa Lenz, Rodolfo Magdalena, Willy Schaever, João Acácio de Oliveira (juiz), Jorge Mayerle, Bernardo Wolf, Otto Stein, Aristóbulo Dela Peña Mitres, Edgard Schnaider, Domingos Grassani, Carlito Gomes, Manoel Miranda Fernandes. O registro do primeiro aniversário do clube, em 14/julho/1915, edição do periódico "Gazeta do Commercio" é igualmente uma peça singela no Memorial do clube, como se vê pela foto. Outra peça antiga e histórica no Memorial América Futebol Clube, por sua originalidade, é uma foto do time rubro posando antes do jogo América 3 x 1 Savóia, levado a efeito em 1938, quando o clube contava 24 anos de fundação. A foto retrata a pequena arquibancada de madeira (Pavilhão Austergílio de Menezes), nela estando acomodada a cadela "Balalaica", então mascote do América. O local era o campo da Rua do Mercado, atual Avenida Coronel Procópio Gomes de Oliveira, onde hoje está instalado o conjunto educacional do Senai. Por seu valor histórico é peça valiosa no Memorial América Futebol Clube, a foto documentadora do título de Campeão Estadual da Zona Norte, em 17/janeiro/1944, conquistado frente ao grande rival Avaí, de Florianópolis, Capital de Santa Catarina, em partida disputada no Campo da Rua do Mercado, vitória do América por 3x1, com o detalhe de que as duas equipes posaram juntas.
Ao longo de uma existência de 83 anos (julho/1997), o América Futebol Clube registra em seus arquivos históricos, como parte do Memorial, acontecimentos que mereceram justificado destaque. Tais destaques são referências de jogos com clubes de renome no futebol do Brasil, das principais unidades federadas do País, principalmente o eixo Rio de Janeiro-São Paulo, em número elevado, o que impossibilita a descrição de todos. Um dos maiores destaques é a vitória do América Futebol Clube sobre o festejado tricolor das Laranjeiras, o Fluminense Futebol Clube, em 11/março/1951, pelo escore de 2x1. Neste ano o Fluminense veio a sagrar-se Campeão do Rio de Janeiro. A cidade de Joinville comemorava o Centenário de Fundação, 9/março/1951. O América era Campeão do Centenário e Campeão de Joinville e, meses após, Campeão do Estado de Santa Catarina, rumo ao bi. Idêntico destaque e repercussão teve o encontro amistoso realizado em Joinville, em 19/fevereiro/1957, entre América Futebol Clube e Santos Futebol Clube, de São Paulo. O destaque do encontro foi o então garoto Pelé, de 17 anos de idade, que no ano seguinte seria o astro da Seleção do Brasil, em Estocolmo, Suécia, quando o Brasil se sagrou pela primeira vez Campeão do Mundo. O América perdeu o jogo pelo placarde de 5x3, em acontecimento de repercussão nacional, pois o Santos Futebol Clube, à época, era uma equipe das mais consagradas no futebol brasileiro. Acontecimento de envergadura foi, também, a presença do Vasco da Gama, Rio de Janeiro, para jogar com a Seleção de Joinville cuja base era o América Futebol Clube. O encontro amistoso foi realizado em 21/fevereiro/1958, no Estádio Olímpico do América, com vitória vascaína pelo escore mínimo. O Vasco da Gama foi o clube que mereceu a mais entusiástica recepção em Joinville.

## Relíquias
O Memorial América Futebol Clube conta em seu acervo histórico com peças que se constituem em verdadeiras relíquias. É o caso da camisa envergada por muito tempo pelo exímio craque Cocada e da faixa de Bicampeão Estadual de 1947/1948. A estas juntam-se as faixas de Bicampeão Estadual de 1947/1948 de dois outros renomados jogadores, Euclides e Renê. E a faixa de Bicampeão do Estado de 1951/1952 do fervoroso americano Euclides, ainda hoje ligado ao seu clube de coração, há mais de cinquenta anos. Integram o rol de relíquias do clube as bolas usadas nos jogos decisivos do Campeonato de Futebol Amador de 1995/1996, vencidos pelo América e a artística faixa de campeão de 1993 da Liga Joinvilense de Futebol, categoria amador.

## Internacional
O América Futebol Clube foi a primeira agremiação catarinense a realizar um encontro internacional de futebol em Santa Catarina, mais precisamente, em Joinville. Foi um jogo amistoso com o campeão do Paraguai, o Club Libertad, realizado em 1942, quando o América comemorava 28 anos de fundação e sagrava-se Campeão de Joinville. O Libertad venceu pelo escore de 6x1. América Futebol Clube tem a seu crédito o mérito de recepção ao primeiro clube da Europa a preliar em Santa Catarina. Trata-se do famoso Rapid, de Viena, Campeão da Áustria, em jogo amistoso de caráter internacional, realizado em 17/julho/1949, dentro das comemorações do 35º aniversário do América. Os austríacos venceram por 5x3, em acontecimento de grande repercussão.

## Profissional
O América Futebol Clube tem duas fases distintas em seus 83 anos de existência. Na condição de time profissional, levantou dois bicampeonatos estaduais catarinenses, 1947/1948, 1951/1952, outro título em 1971, e um torneio estadual, em 1955, com o sabor e valor de um Campeonato do Estado, o Torneio Nelson Maia Machado, primeiro cronista esportivo de Santa Catarina, que reuniu as principais equipes de todos os quadrantes do Estado barriga-verde.
Outro fato marcante na vida do América Futebol Clube, na época do profissionalismo, foi o título de Vice-Campeão de Santa Catarina, em 1953, deixando escapar o tricampeonato, diante do Clube Atlético Carlos Renaux, de Brusque, em 13 de dezembro de 1953, ao perder pelo placar de de 3x2, em seu campo, em Joinville. A sucessão de títulos Estaduais na história do América Futebol Clube, na era do profissionalismo, tem uma sequência digna de nota. É o caso do título de Campeão Estadual da 4ª Zona, alcançado em 16 de agosto de 1959, após um jejum de sete anos, embora não represente o título máximo da temporada no âmbito estadual.
Registra o Memorial América Futebol Clube, na fase do futebol profissional novo fato marcante, ocorrido em 1962. Naquele ano, o América sagrou-se bicampeão invicto da Zona Norte do Estado, recuperando a posição de força legítima no futebol de Santa Catarina.
A trajetória do América Futebol Clube no cenário catarinense do futebol profissional apresentou destaque novamente no ano de 1971. Capitaneado pelo presidente Kurt Meinert, de saudosa memória, o América Futebol Clube reconquistou a hegemonia do pebol barriga-verde, sagrando-se Campeão Estadual, o último do cartel de memoráveis jornadas, na fase do profissionalismo.
Ainda na fase do profissionalismo, tem destaque na vida do América Futebol Clube a brilhante conquista de tricampeão da Liga Joinvilense de Futebol, fato histórico ocorrido em 27 de setembro de 1953, em jogo disputadíssimo frente ao rival Caxias Futebol Clube, cujo equilíbrio de forças justificou o empate a dois gols, façanha que protagonistas do jogo, americanos daqueles tempos, guardam com carinho na lembrança, por ter sido um grande acontecimento.
O período de profissionalismo do América Futebol Clube apresenta fatos significantes, envolvendo jogadores famosos. Quarentinha, ex-Seleção Brasileira, jogou no América em 1968. Beto Fuscão, Seleção Brasileira em 1976, vestiu a camisa do América em 1972. Campeão Mundial Interclubes em 1981 pelo Flamengo, Lico foi jogador do América em 1974/1975. Três craques, três histórias.

## Amador
No ano de 1976 o América Futebol Clube desativou o futebol profissional, atendendo apelos da comunidade que ensejou fusão com o rival Caxias Futebol Clube e a fundação do Joinville Esporte Clube, pelo lapso de tempo de dez anos, findo o qual poderia ter voltado ao futebol profissional, via disputa estadual.

## Títulos
| ESTADUAIS           | ESTADUAIS                          | ESTADUAIS           | ESTADUAIS                                                                                 |
|                     | Campetição                         | Títulos             | Temporadas                                                                                |
|                     | Campeonato Catarinense             | 5                   | 1947, 1948, 1951, 1952 e 1971                                                             |
|                     | Campeonato Catarinense de Amadores | 2                   | 1995 e 1996                                                                               |
| REGIONAIS ESTADUAIS | REGIONAIS ESTADUAIS                | REGIONAIS ESTADUAIS | REGIONAIS ESTADUAIS                                                                       |
|                     | Campetição                         | Títulos             | Temporadas                                                                                |
|                     | Copa Regional Norte Catarinense    | 4                   | 2004, 2005, 2011 e 2013                                                                   |
| MUNICIPAIS          | MUNICIPAIS                         | MUNICIPAIS          | MUNICIPAIS                                                                                |
|                     | Campetição                         | Títulos             | Temporadas                                                                                |
|                     | Liga Joinvilense de Futebol        | 15                  | 1942, 1943, 1947, 1948, 1951, 1952, 1953, 1989, 1993, 1994, 1995, 1997, 1999, 2011 e 2014 |
| ------------------- | ---------------------------------- | ------------------- | ----------------------------------------------------------------------------------------- |